# Cappella Maria SS. della Soledad
Die Cappella Maria SS. della Soledad ist ein römisch-katholisches Kirchengebäude in Palermo.
Die an der Piazza della Vittoria gelegene Kapelle war ursprünglich Teil der Kirche San Demetrio aus dem 15. Jahrhundert, die 1943 durch Bombenangriffe zerstört wurde. Errichtet wurde die Kapelle 1590 von einer Bruderschaft spanischer Adliger (Confraternità Maria Santissima Addolorata e Cristo Morto de la Soledad).

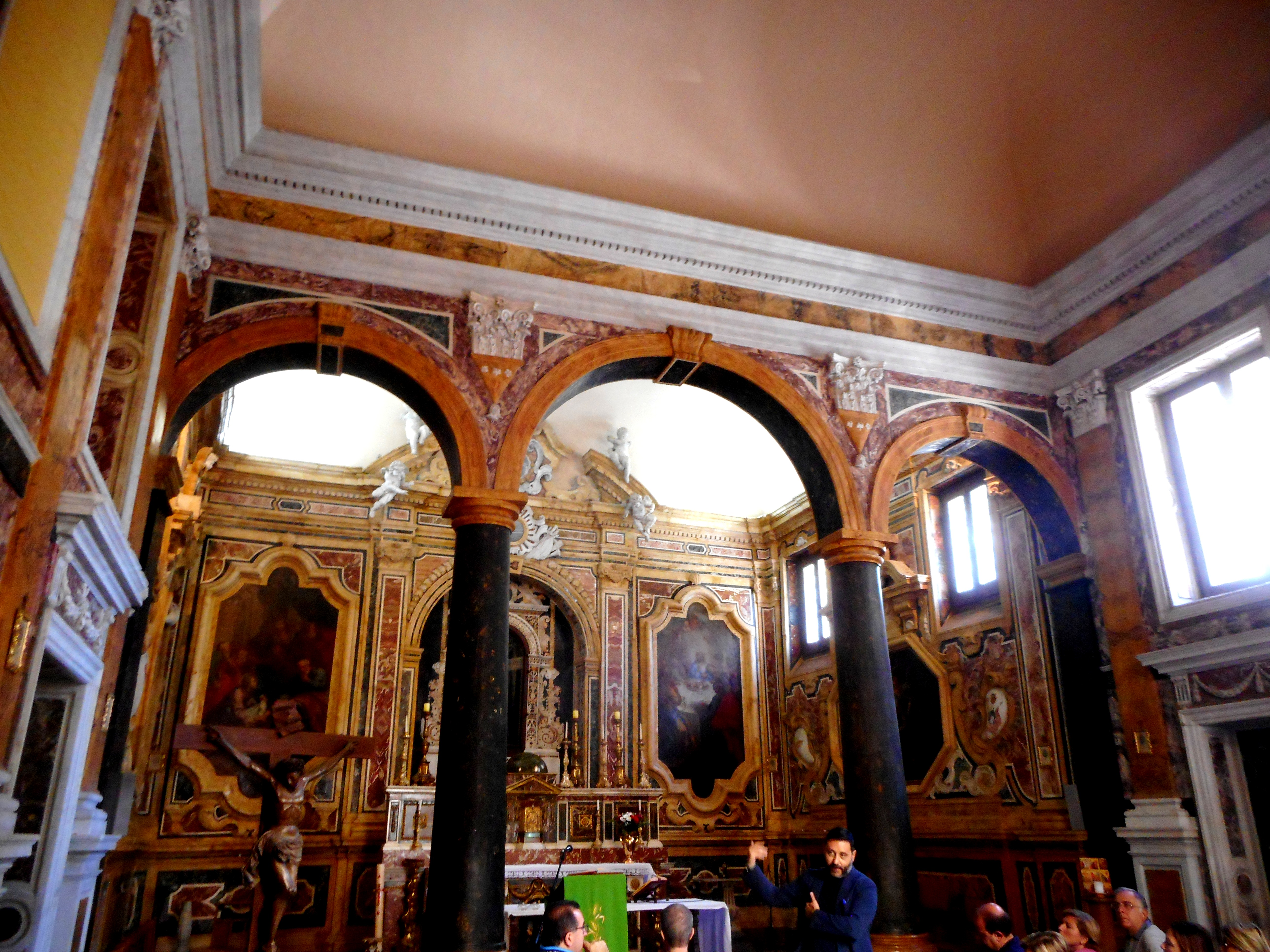
Innenraum

1679 wurde der Innenraum vom Architekten Paolo Amato barockisiert, von ihm stammen auch die drei Bögen des Altarraumes, die von zwei dunklen Säulen getragen werden. Die Stuckarbeiten stammen von Andrea Surfarello. Die Deckenfresken von Francesco Calamuneri sind verloren gegangen. Olivio Sozzi malte die vier Tafelbilder: Fußwaschung, Abendmahl, Christus im Garten Gethsemane und Kreuzaufrichtung.
Erhalten geblieben sind einige Marmorreliefs aus dem 17. Jahrhundert mit den Leidenswerkzeugen Christi. Die übrige Marmordekoration entwarf Venanzio Marvuglia im 18. Jahrhundert. Die von Gläubigen verehrte hölzerne Marienstatue des 16. Jahrhunderts über dem Altar verweist auf einen spanischen Ursprung. Im Fußboden sind Grabplatten spanischer Familien eingelassen.
Die Kapelle, heute Bestandteil der Gebäude des Polizeipräsidiums, ist Eigentum des spanischen Staates.